# Kesseling
Kesseling là một đô thị thuộc huyện Ahrweiler, bang Rheinland-Pfalz, phía tây nước Đức. Đô thị Kesseling có diện tích 31,17 km², dân số thời điểm ngày 31 tháng 12 năm 2006 là 633 người.